# Chionostomum
Chionostomum là một chi rêu trong họ Sematophyllaceae.